# Tetrode
 For alternative betydninger, se Tetrode (flertydig). (Se også artikler, som begynder med Tetrode)
En tetrode er et elektronrør som har fire aktive elektroder. De fire elektroder i rækkefølge fra centrum er: en katode, første og andet gitter og en anode. Der er flere varianter af tetroder og de mest almindelige er skærmgittertetrode og skærmgittertetrode varianten beam-tetrode. I skærmgittertetrode og beam-tetroder, er det første gitter styregitter og det andet gitter er skærmgitter.
I andre tetroder er ét af gitrene styregitter, mens det anden gitter kan have andre funktioner.
Tetroden blev udviklet i 1920'erne ved at tilføje endnu et gitter til trioden, for at forbedre triodens begrænsninger. I perioden 1913 til 1927, blev tre distinkte tetrodetyper udviklet. Alle havde et normalt styregitter hvis funktion var at fungere som det primære styring af strømmen gennem røret, men de var forskellige i deres funktion af det andet gitter.
I historisk rækkefølge er tetrodevarianterne:
- Rumladningsgittertetrode[2][3]
- Bi-gitter-tetrode[4]
- Skærmgittertetrode - denne tetrodevariant findes i to distinkte varianter med forskellige anvendelsesområder:
  - Småsignal skærmgittertetrodens anvendelse var til mellemfrekvens og småsignalforstærkning.
  - Beam-tetrode som dukkede op senere, og som anvendes til audio eller radiofrekvens effektforstærkning. Småsignal skærmgittertetroden blev hurtigt overgået ydelsesmæssigt af radiofrekvens pentoden, hvorimod beam-tetrode i starten blev udviklet som et alternativ til pentoden i audio effektforstærkere. Beam-tetrode blev også udviklet til højeffekt radiosendere.

Tetroder var bredt anvendt i mange forbrugerelektronik apparater såsom radiomodtagere, fjernsyn - audiosystemer indtil transistorene erstattede elektronrør i 1960'erne og 1970'erne. Beam-tetroder blev indtil fornylig anvendt i højeffekt radiosendere.